# Daphniphyllum teijsmannii
Daphniphyllum teijsmannii là một loài thực vật có hoa trong họ Daphniphyllaceae. Loài này được Kurz ex Teijsm. & Binn. miêu tả khoa học đầu tiên năm 1864.